# Marie-Danielle Parent
Marie-Danielle Parent (* 11. April 1954 in Montreal) ist eine kanadische Sopranistin.

## Leben
Parent studierte an der Universität Montreal Gesang bei Louise André und Bühnendastellung bei Charlotte Boisjoli. Als Stipendiatin des Canada Council setzte sie 1978–79 ihre Ausbildung an der Shawnigan Summer School der Johannesen International School of the Arts bei Léopold Simoneau und Rose Bampton fort und studierte 1980–81 in New York. Während ihres Studiums gewann sie 1979 den Wettbewerb des Orchestre symphonique de Montréal (MSO), 1980 den Prix d’Europe und 1983 einen Preis beim Concours de chant français in Belgien.
Als Opernsängerin trat Parent u. a. an der Opéra de Montréal in Norma (1982), Le nozze di Figaro (1983), Don Pasquale (1985), Die Zauberflöte (1986), Carmen und Fidelio (beide 1988) auf, an der Opéra de Québec in Carmen (1986), La Bohème (1987) und Faust (1988). Mit den I Musici de Montréal hatte sie Auftritte in Pergolesis La serva padrona und Mozarts Singspiel Bastien und Bastienne, mit dem McGill Chamber Orchestra in Glucks Orfeo ed Euridice (1989) und Joseph Quesnels Colas et Colinette (1990). In der Carnegie Hall debütierte sie 1990 mit dem MSO in Manuel de Fallas Der Dreispitz. Als Konzertsängerin trat sie mit namhaften kanadischen Orchestern wie dem MSO, dem Orchestre Symphonique de Québec, dem Vancouver Symphony Orchestra, dem Kitchener-Waterloo Symphony Orchestra und dem Orchestre Métropolitain auf und gab Recitals bei der CBC.
Neben der Oper gilt das besondere Interesse Parents der zeitgenössischen Musik. Mit ihrer Schwester Yolande Parent gab sie 1987 die Uraufführung von John Reas Offenes Lied und Kompositionen ihres Ehemanns Denis Gougeon. 1989 wirkte sie beim Festival de Royaumont an der Aufführung von Claude Viviers Kopernikus mit. Mit der Société de Musique Contemporaine du Québec sang sie in der Show Histoires extraordinaire Werke von José Evangelista, John Rea und Denis Gougeon. Auftritte hatte sie auch in György Kurtágs Les mémoires de feu Demoiselle Troussova, Gilles Tremblays Les Vêpres de la Vierge, George Crumbs Ancient Voices of Children und Louis Andriessens Hadewijch. Viviers Loneley Child nahm sie 1984 mit dem Orchestre Métropolitain unter Leitung von Serge Garant auf, Gougeons Voix intimes 1986 mit ihrer Schwester und dem Ensembles der Les Événements du neuf unter Leitung von Lorraine Vaillancourt. Mit dem Molinari Quartet gab sie die Uraufführung der Bühnenversion von R. Murray Schafers Quartet No. 7 mit obligatem Sopran, das sie auch auf CD aufnahm. In Anerkennung für ihre Verdienste um die zeitgenössische kanadische Musik wurde sie 2009 zur Botschafterin des Canadian Music Center ernannt.